# First Nation Airways
First Nation Airways Ltd. fue una aerolínea emergente con sede en Lagos, Nigeria. La compañía fue fundada por la antigua directiva de la ahora desaparecida Bellview Airlines y recibió sus dos primeros aviones Airbus A320-200 alquilados (con una media de edad de 17,3 años) a principios de abril de 2011. Estaba prevista la entrada de otro avión del mismo tipo en un futuro próximo. First Nation Airways pretende ofrecer vuelos regulares domésticos y regionales de pasajeros.

## Destinos
FirstNation Airways operaba a los siguientes destinos:
- Abuya (Aeropuerto Internacional Nnamdi Azikiwe)
- Kano  (Aeropuerto Aminu Kano) (comienza el 1 de diciembre de 2011)
- Lagos (Aeropuerto Internacional Murtala Mohammed) Hub
- Port Harcourt (Aeropuerto Internacional de Port Harcourt) (comienza el 1 de diciembre de 2011)

## Flota histórica
La aerolínea durante su existencia operó las siguientes aeronaves: